# José Maria Baldy
José Maria Baldy (Lisboa, 16 de maio de 1800 — Celas (Coimbra), 4 de setembro de 1870), foi um oficial do Exército Português, onde atingiu o posto de marechal-de-campo, doutor em Ciências Matemáticas e professor de Matemática da Universidade de Coimbra, que se destacou durante  
a Guerra Civil Portuguesa e depois como docente. Entre outras funções de relevo, foi o segundo presidente da Comissão Portuguesa de Socorros a Feridos e Doentes Militares em Tempo de Guerra, primitiva designação da Cruz Vermelha Portuguesa, governador civil do Funchal e par-do-reino.

## Biografia
Nasceu em Lisboa, filho do músico e compositor João José Baldy. Destinado a seguir a carreira militar, matriculou-se em 1816 na Real Academia de Artilharia, Fortificação e Desenho, fazendo o tirocínio em Elvas. Foi promovido a segundo-tenente em 1822 e a primeiro-tenente em 1823.
Em 1825 foi autorizado a ir frequentar o curso da Faculdade de Matemática e Filosofia da Universidade de Coimbra, tendo obtido matrícula a 31 de outubro de 1825. O desencadear dos acontecimentos que levaram à Guerra Civil Portuguesa levaram a que abandonasse os estudos para ir defender a causa liberal. Integrou o Corpo Académico que então se formou em Coimbra integrando estudantes de várias faculdades. Com a derrota da Belfastada, este corpo refugiou-se inicialmente na Galiza, partindo de seguida para Inglaterra.
Como tinha formação militar foi nomeado comandante do Batalhão Académico, passando nessas funções em março de 1829 para o exílio na ilha Terceira, ao tempo o único território governado pelos liberais portugueses.  Participou no desembarque do Mindelo e no Cerco do Porto.
Terminada a Guerra Civil voltou à Universidade de Coimbra, onde obteve o bacharelato a 24 de julho de 1836 e o grau de doutor a 7 de outubro de 1838.
Fixou-se então em Coimbra como lente da Faculdade de Matemática, funções que exerceu até 21 de setembro de 1846, altura em voltou a funções militares sendo nomeado Chefe do Estado-Maior do Comando Geral de Artilharia, com o posto de general.
Enquanto foi docente da Universidade de Coimbra leccionou as disciplinas de Foronomia (1837-1840) como lente substituto; de Geometria (1840-1844), também como lente substituto; de Cálculo (1841-1843), também como substituto; de Geodesia (1843-1844), também como substituto: Já como lente leccionou Óptica (1844-1850), Geometria Descritiva (1844-1850) e Geodesia (1844-1850). Foi exonerado de lente em 1851, regressando nesse ano à carreira militar.
Foi governador da praça militar de Elvas e da ilha Terceira.
Em 1858 foi nomeado director da Secção de Obras Públicas do Funchal, na ilha da Madeira, sendo nomeado comandante militar da Madeira e ascendendo a governador civil do Distrito do Funchal de 9 de março de 1858 a 1 de fevereiro de 1860, inicialmente como interino, sendo depois provido no cargo. Era governado civil do Funchal aquando da visita às ilhas adjacentes do infante D. Luís, o futuro rei D.Luís I de Portugal.
Foi presidente Comissão Portuguesa de Socorros a Feridos e Doentes Militares em Tempo de Guerra, primitiva designação da actual Cruz Vermelha Portuguesa.
Foi feito par do reino por carta régia de 27 de maio de 1861. Por cartas régias de 31 de dezembro de 1868,
24 de abril de 1869 e 30 de março de 1870, foi nomeado para presidir à Câmara nas faltas de presidente e vice-presidente.
Foi também empresário, sendo em 1839, quando era Lente de Geometria Descritiva e Geodesia da Faculdade de Matemática da Universidade de Coimbra, um dos fundadores da Companhia Conimbricense de Exploração de Pedreiras Litográficas, sendo um dos seus dinamizadores José Maria Baldy, Lente de Geometria Descritiva e Geodesia.
Faleceu em 1870 na sua casa de Celas, Coimbra, sem deixar sucessor.